# Chiên ngập dầu

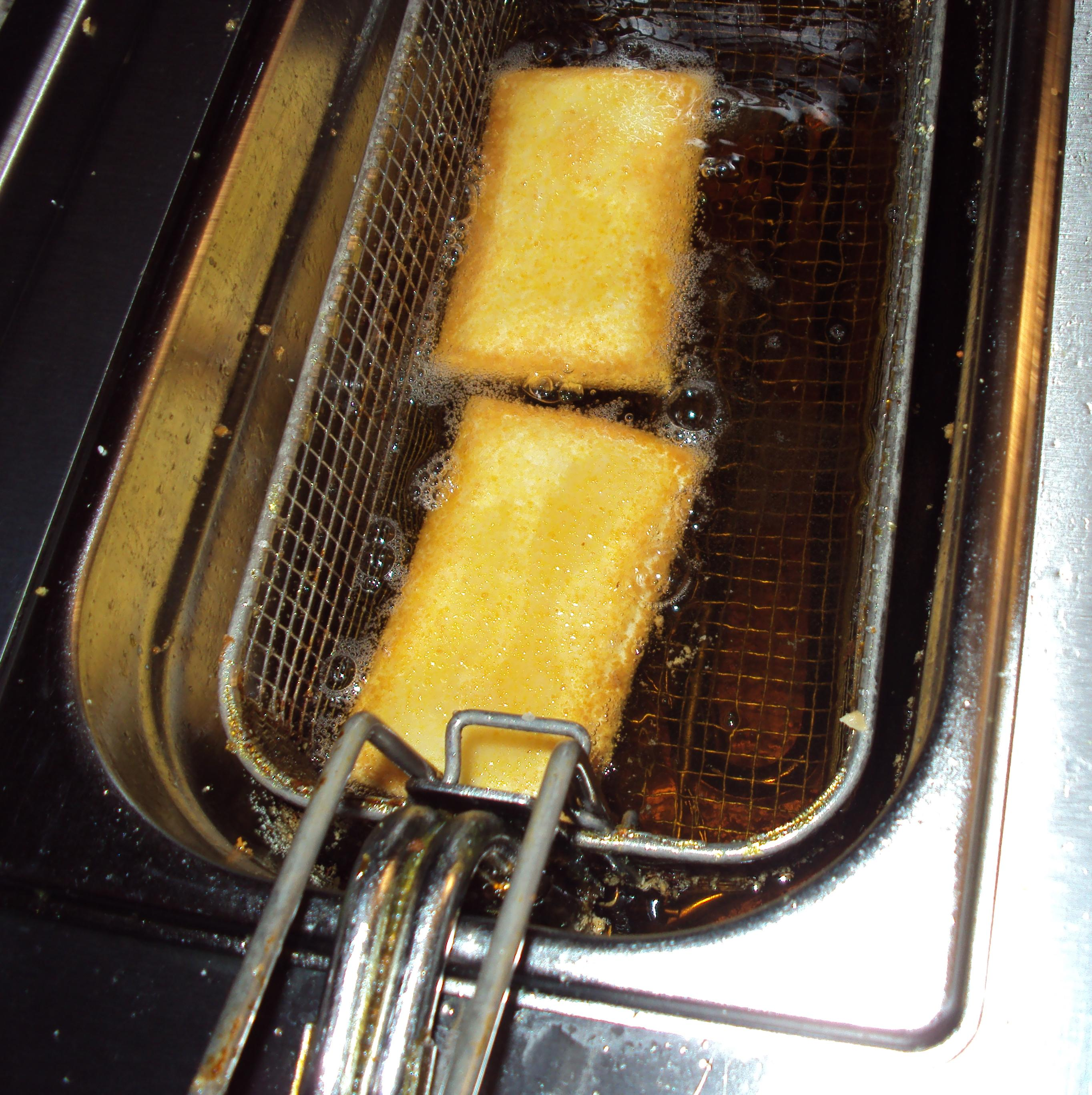
Giá chiên ngập dầu

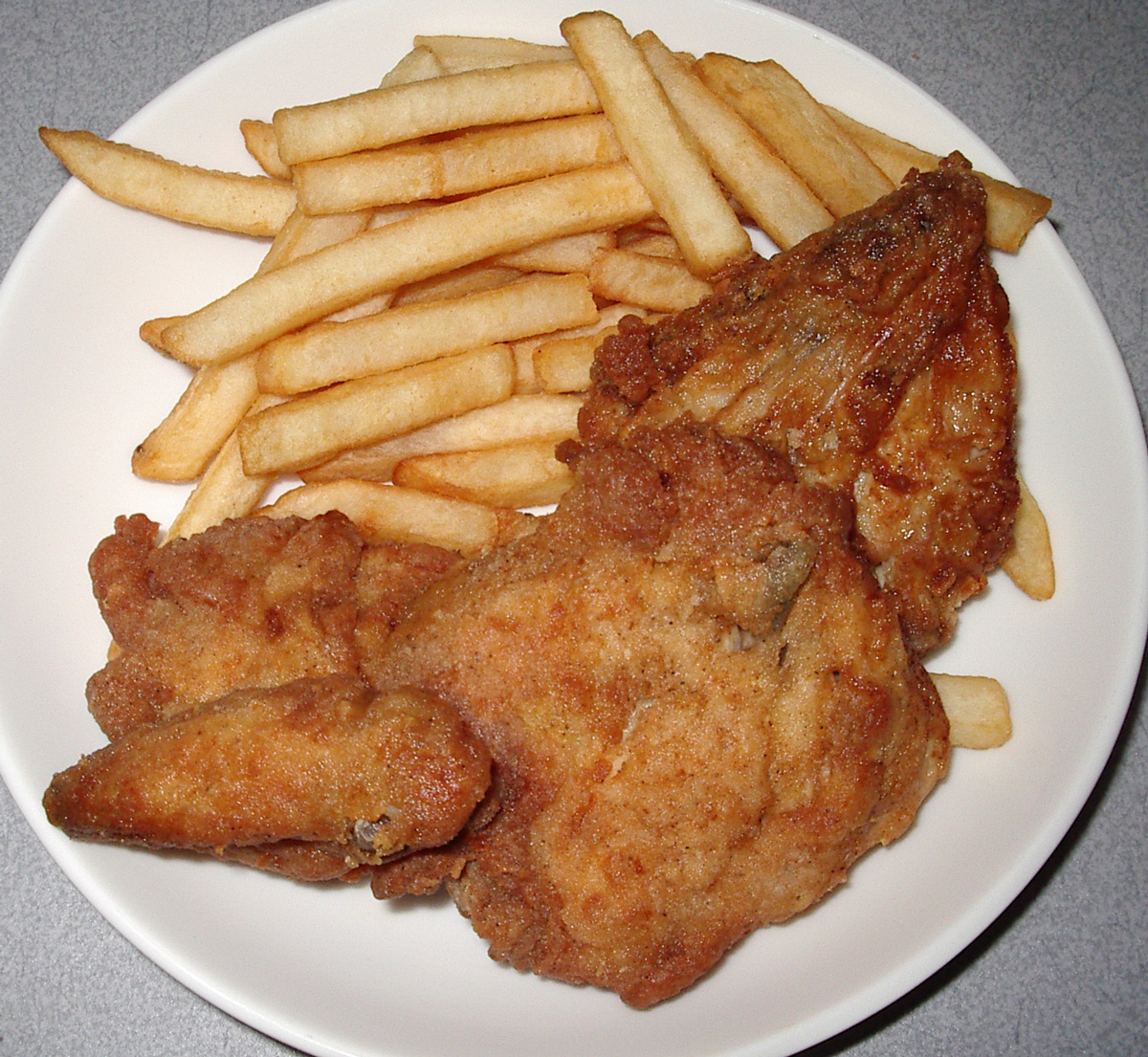
Gà rán và khoai tây chiên KFC đã được chiên ngập dầu

Chiên ngập dầu là một phương pháp nấu thực phẩm bằng cách đặt nó trong lượng lớn chất béo nóng (dầu hoặc mỡ). Phương pháp này làm chín thực phẩm rất nhanh chóng.

## Kỹ thuật

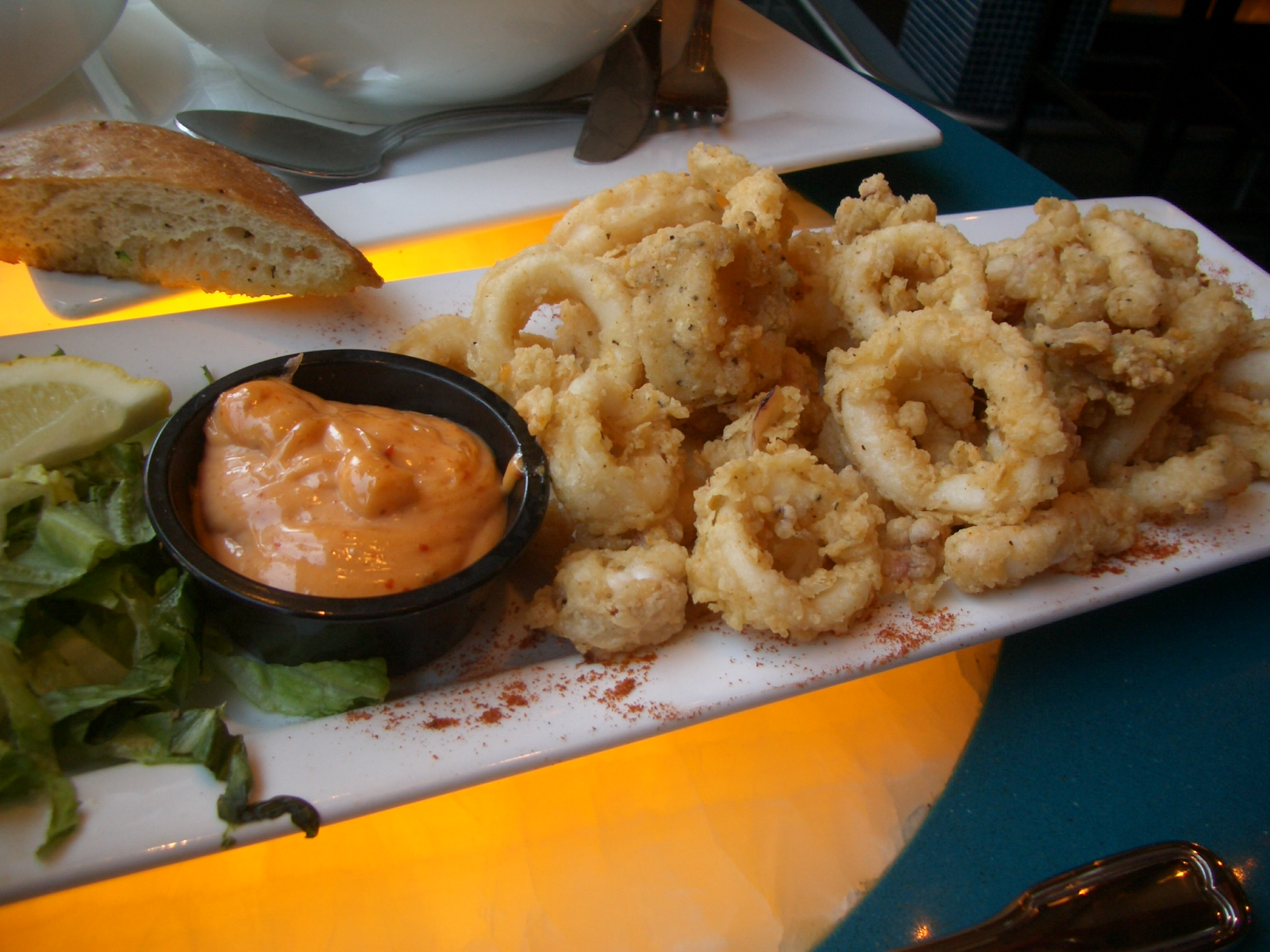
Calamari lăn bột chiên (chiên ngập dầu)

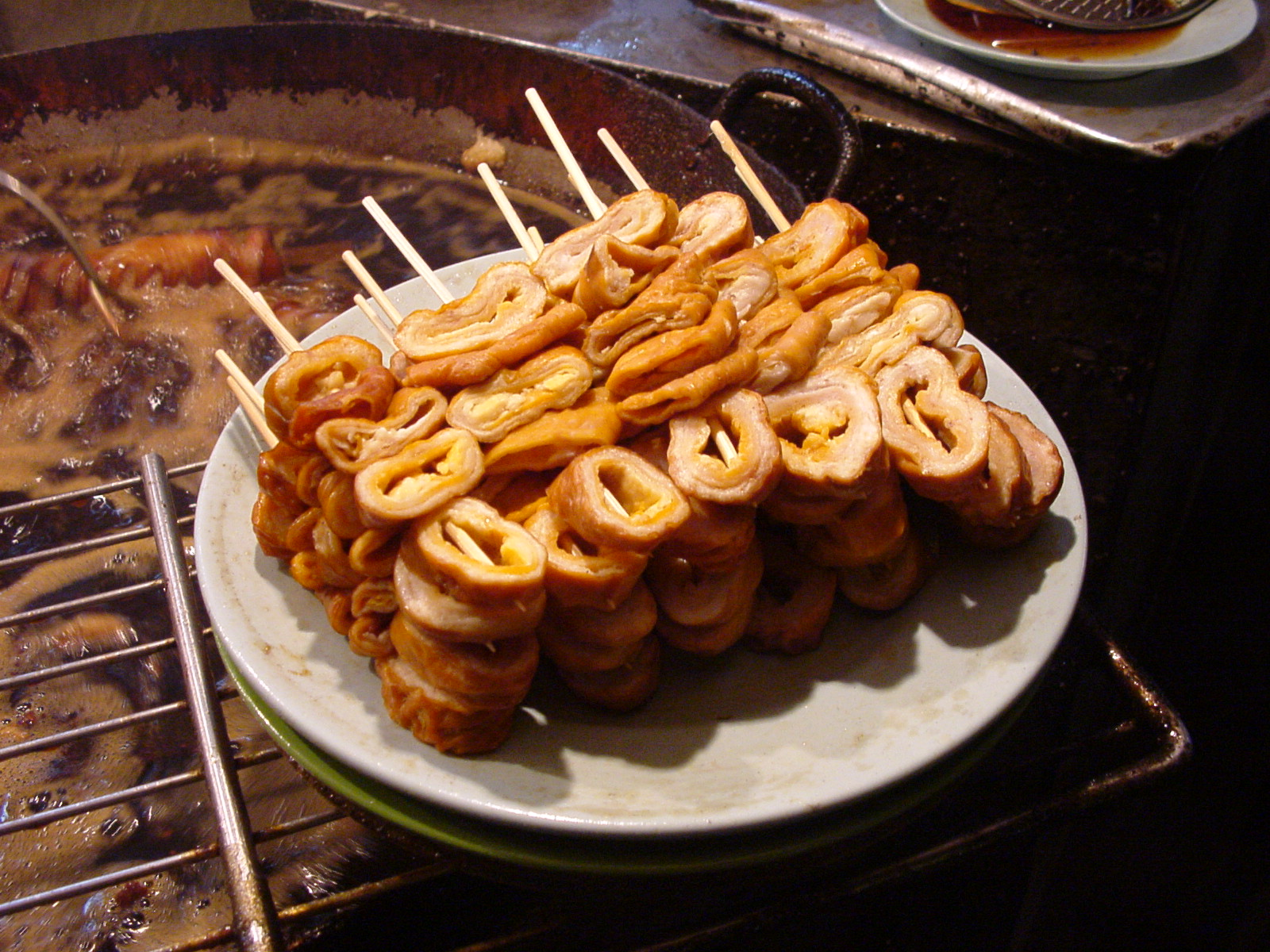
Ruột heo chiên ngập dầu

Nếu làm tốt, chiên ngập dầu không làm cho thức ăn quá béo ngậy, bởi vì độ ẩm làm phần bên trong thực phẩm không thấm dầu. Dầu nóng đun nóng nước trong thực phẩm, hấp nó từ trong ra. Hơi nước đẩy bong bóng và nước từ trong ra về phía bề mặt thực phẩm ngăn cản sự xâm nhập của dầu từ ngoài vào. Miễn là dầu nóng và thực phẩm không bỏ trong dầu quá lâu, dầu sẽ chỉ nhập vào bề mặt của thực phẩm. Tuy nhiên, nếu thức ăn được nấu chín trong dầu quá lâu, nhiều nước sẽ bị mất và dầu sẽ bắt đầu thâm nhập vào trong thực phẩm. Nhiệt độ chiên chính xác phụ thuộc vào độ dày và loại thực phẩm, nhưng thường là từ 175 đến 190 °C (345-375 °F).
Một số loại thực phẩm chiên được bọc một lớp phủ giòn trước khi chiên để bên ngoài thực phẩm giòn vàng, trong khi bên trong trở nên mềm và ẩm. Một số thực phẩm như khoai tây, gia cầm trên toàn bộ bề mặt đã có một lớp phủ tự nhiên và không yêu cầu lăn bột.

## Suy thoái dầu
Dầu quá nóng hoặc qua sử dụng chiên nhiều lần dẫn đến sự hình thành các sản phẩm của quá trình oxy hóa, trùng hợp, và các hợp chất khác gây hại sức khoẻ, không mong muốn hoặc thậm chí độc hại  như acrylamide (từ các loại thực phẩm giàu tinh bột). Chiên ngập dầu trong chân không giúp làm giảm đáng kể hình thành acrylamide, nhưng quá trình này không được sử dụng rộng rãi trong ngành công nghiệp thực phẩm do chi phí đầu tư cao.
Một số biểu hiện hữu ích và các dấu hiệu suy thoái dầu quá mức như sau:
- Bằng cảm giác: Thẫm màu, tạo bọt, khói dày lên, hương vị bị ôi và mùi khó chịu khi dầu nóng.
- Trong phòng thí nghiệm: Độ chua, giá trị anisidine, độ nhớt, tổng số hợp chất phân cực, cao phân tử chất béo trung tính.

Các công cụ cho biết tổng số các hợp chất phân cực, hiện đang là thước đo tốt nhất có sẵn với độ chính xác đủ cho nhà hàng và ngành công nghiệp sử dụng kiểm tra dầu chiên khi chiên ngập dầu.

## Hạn chế
Chiên ngập dầu rất tốn dầu. Loại bỏ dầu đúng cách có thể là một vấn đề. Hiện nay, dầu thải ngày càng được tái chế thành dầu diesel sinh học.
Một số mỡ chiên chứa chất béo cấu hình trans.
Dầu ăn cũng có thể bắt lửa nếu nó được sử dụng ở nhiệt độ quá cao. Dập tắt một ngọn lửa dầu đang cháy bằng nước làm cho đám cháy trở nên tệ hại hơn, thậm chí có thể tạo cột lửa rất mạnh có thể bốc cao 30-foot (9.1 m) trong điều kiện thử nghiệm, gây hoả hoạn nghiêm trọng . Thay vào đó, cháy dầu phải được chữa với một bình chữa cháy hoặc cách ly không khí.

## Tác hại đến sức khỏe con người.
Chiên ngập dầu được các nhà khoa học về dinh dưỡng khuyến cáo không nên ăn quá thường xuyên vì trong đồ chiên ngập dầu thường chứa nhiều dầu mỡ gây ra các vấn đề về tim mạch và bệnh béo phì vì 1g dầu thường chứa đến 9 kcal và khi bị béo phì thì thường phải đối mặt với nguy cơ bị những bệnh về tim mạch hoặc tiểu đường cao hơn rất nhiều so với người bình thường, theo một nghiên cứu của trường y tế công cộng Havard, những người ăn thực phẩm chiên 4-6 lần/ tuần tăng 39% nguy cơ mắc bệnh tiểu đường loại 2 và tăng 23% nguy cơ mắc bệnh mạch vành so với người bình thường ăn quá nhiều đồ chiên rán nói chung và rất nhiều hệ lụi và tác hại lâu dài đối với sức khỏe của con người.

## Những cách giảm thiểu tác hại của phương pháp chiên ngập dầu.
Mặc dù phương pháp chiên ngập dầu mang lại nhiều nguy cơ cũng như hệ lụy lâu dài cho sức khỏe của con người nhưng cũng không thể phủ nhận rằng phương pháp này là phương pháp nấu ăn được ưa chuộng nhất trên thế giới cụ thể là những cửa hàng ăn nhanh của McDonald's hay KFC và nền công nghiệp thức ăn nhanh cũng như hương vị của nó mang lại cho thực khách sau đây là một số cách để giảm thiểu nguy cơ tiềm ẩn về sức khỏe mà phương pháp này gây ra.
- Không dùng dầu chiên đi chiên lại.   Trong dầu thực vật thường chứa rất nhiều chất béo axit no bị phân hủy ở nhiệt độ cao, vì thế không nên sử dụng dầu chiên đi chiên lại ở nhiều lần ở Việt Nam các hàng quá vỉa hè như: bánh rán, quẩy, bánh ngô, bánh khoai.... thường xuyên dùng dầu chiên đi chiên lại nhiều lần vì tiết kiệm chi phí đặc điểm của các loại dầu này thường có màu nâu đen và bốc mùi khó chịu đặc biệt trong dầu chiên đi chiên lại nhiều lần ở nhiệt độ cao sẽ sinh lượng lớn Aldehyde (andehit) - một chất hóa học gốc Ankan gây độc cho con người như các bệnh tim mạch, tiểu đường...... thậm chí là ung thư.
- Chọn đúng lượng giàu thực vật cần dùng.  Trong một vài nghiên cứu gần đây các nhà khoa học đã chứng minh rằng dầu ngô và dầu hướng dương tạo ra lượng Aldehyde cao gấp 3 lần nếu so với đun nóng cùng một lượng bơ, vì trong dầu gốc từ các loại hạt hoặc dầu được sản xuất công nghiệp thường chứa một lượng lớn chất béo bão hòa cũng như là tỉ lệ rất cao Omega 6 và Omega 3 và 4% chất béo chuyển hóa độc hại [5] như:
  1. Dầu đậu nành.
  2. Dầu ngô.
  3. Dầu hạt cải.
  4. Dầu hạt bông.
  5. Dầu cây rum.
  6. Dầu cám gạo.
  7. Dầu hạt nho.
  8. Dầu hướng dương.
  9. Dầu mè.

Dùng các loại dầu này để chiên ở nhiệt độ cao sẽ có thể tạo ra một lượng lớn axit béo bị oxy hóa và các hợp chất có hại. Vì vậy nếu chiên ngập dầu chúng ta nên sử dụng những loại dầu có điểm bốc khói cao và chứa nhiều chất béo bão hòa cũng như là không phản ứng với oxy khi đun nóng ví dụ như:
1. Dầu dừa
2. Mỡ lợn, bơ thực vật hoặc các loại mỡ từ gốc động vật.
3. Dầu oilve.
4. Dầu quả bơ.
5. Dầu đậu phộng.
6. Dầu cọ.